# Diamantová liga 2017
Samsung Diamantová liga 2017 byla osmá série atletických závodů Diamantové ligy.

## Kalendář
| Datum            | Mítink                            | Město      | Výsledek | Oficiální web                                   |
| ---------------- | --------------------------------- | ---------- | -------- | ----------------------------------------------- |
| 5.5.2017         | Doha Diamond League               | Dauhá      | Výsledky | Zde Archivováno 13. 6. 2011 na Wayback Machine. |
| 13.5.2017        | Shanghai Golden Grand Prix        | Šanghaj    | Výsledky | Zde Archivováno 4. 7. 2013 na Wayback Machine.  |
| 26. – 27.5. 2017 | Prefontaine Classic               | Eugene     | Výsledky | Zde Archivováno 11. 7. 2015 na Wayback Machine. |
| 8.6.2017         | Golden Gala                       | Řím        | Výsledky | Zde Archivováno 11. 7. 2015 na Wayback Machine. |
| 15.6.2017        | Bislett Games                     | Oslo       | Výsledky | Zde Archivováno 7. 7. 2013 na Wayback Machine.  |
| 18.6.2017        | Bauhaus-Galan                     | Stockholm  | Výsledky | Zde Archivováno 21. 7. 2013 na Wayback Machine. |
| 1.7.2017         | Meeting de Paris                  | Paříž      | Výsledky | Zde Archivováno 27. 7. 2013 na Wayback Machine. |
| 6.7.2017         | Athletissima                      | Lausanne   | Výsledky | Zde Archivováno 5. 12. 2013 na Wayback Machine. |
| 9.7.2017         | London Grand Prix                 | Londýn     | Výsledky | Zde Archivováno 31. 7. 2013 na Wayback Machine. |
| 16.7.2017        | Meeting international Mohammed-VI | Rabat      | Výsledky | Zde                                             |
| 21.7.2017        | Meeting Herculis                  | Monako     | Výsledky | Zde Archivováno 15. 6. 2013 na Wayback Machine. |
| 20.8.2017        | British Grand Prix                | Birmingham | Výsledky | Zde Archivováno 12. 7. 2011 na Wayback Machine. |
| 24.8.2017        | Weltklasse Zürich                 | Curych     | Výsledky | Zde                                             |
| 1.9.2017         | Memoriál Van Dammeho              | Brusel     | Výsledky | Zde Archivováno 29. 6. 2013 na Wayback Machine. |

## Vítězové
| Muži                       | Muži                          | Muži                       |
| -------------------------- | ----------------------------- | -------------------------- |
| Běh na 100 metrů           | Kanada                        | Andre De Grasse 25 bodů    |
| Běh na 200 metrů           | USA                           | Ameer Webb 38 bodů         |
| Běh na 400 metrů           | Botswana                      | Baboloki Thebe 35 bodů     |
| Běh na 800 metrů           | Botswana                      | Nijel Amos 32 bodů         |
| Běh na 1500 metrů          | Keňa                          | Elijah Manangoi 30 bodů    |
| Běh na 5000 m              | Etiopie                       | Yomif Kejelcha 19 bodů     |
| Běh na 110 metrů překážek  | Autorizovaní neutrální atleti | Sergej Šubenkov 29 bodů    |
| Běh na 400 metrů překážek  | Turecko                       | Yasmani Copello 19 bodů    |
| Běh na 3000 metrů překážek | Maroko                        | Soufiane Elbakkali 23 bodů |
| Skok daleký                | Jižní Afrika                  | Rushwal Sammai 26 bodů     |
| Trojskok                   | USA                           | Christian Taylor 31 bodů   |
| Skok do výšky              | Katar                         | Mutaz Essa Baršim 40 bodů  |
| Skok o tyči                | USA                           | Sam Kendricks 32 bodů      |
| Vrh koulí                  | USA                           | Ryan Crouser 31 bodů       |
| Hod diskem                 | Švédsko                       | Daniel Ståhl 29 bodů       |
| Hod oštěpem                | Německo                       | Thomas Röhler 30 bodů      |

| Ženy                       | Ženy                          | Ženy                                 |
| -------------------------- | ----------------------------- | ------------------------------------ |
| Běh na 100 metrů           | Jamajka                       | Elaine Thompsonová 40 bodů           |
| Běh na 200 metrů           | Nizozemsko                    | Dafne Schippersová 28 bodů           |
| Běh na 400 metrů           | Jamajka                       | Novlene Williamsová-Millsová 34 bodů |
| Běh na 800 metrů           | Burundi                       | Francine Niyonsabaová 36 bodů        |
| Běh na 1500 metrů          | Polsko                        | Angelika Cichocka 27 bodů            |
| Běh na 5000 m              | Keňa                          | Hellen Obiriová 29 bodů              |
| Běh na 100 metrů překážek  | USA                           | Sharika Nelvisová 31 bodů            |
| Běh na 400 metrů překážek  | Česko                         | Zuzana Hejnová 25 bodů               |
| Běh na 3000 metrů překážek | Keňa                          | Hyvin Jepkemoiová 15 bodů            |
| Skok daleký                | USA                           | Tianna Bartolettaová 29 bodů         |
| Trojskok                   | Kolumbie                      | Caterine Ibargüenová 31 bodů         |
| Skok do výšky              | Autorizovaní neutrální atleti | Marija Lasickeneová 48 bodů          |
| Skok o tyči                | Kuba                          | Yarisley Silvaová 34 bodů            |
| Vrh koulí                  | Maďarsko                      | Anita Mártonová 25 bodů              |
| Hod diskem                 | Chorvatsko                    | Sandra Perkovićová 31 bodů           |
| Hod oštěpem                | Česko                         | Barbora Špotáková 28 bodů            |